# Hugo Sotil
Pour les articles homonymes, voir Sotil.
Sotil  Yerén est un nom espagnol. Le premier nom de famille, en général paternel, est Sotil ; le second, en général maternel, souvent omis, est Yerén.
Hugo Alejandro Sotil Yerén, né le 18 mai 1949 à Ica (Pérou) et mort le 30 décembre 2024 à Lima, est un footballeur international péruvien. Il joue au poste d'attaquant.
Il est considéré comme l'un des meilleurs joueurs péruviens de l'histoire, au même titre que Héctor Chumpitaz, Valeriano López, Teodoro Fernández ou Teófilo Cubillas. Avec ce dernier, il forme la « Dupla de Oro » en français : « la doublette (ou paire) en or » qui mène le Pérou en quart de finale de la Coupe du monde 1970.
Son fils, Johan Sotil, est également footballeur.

## Biographie
Il naît dans la ville d'Ica, à 300 kilomètres au sud de Lima. Lors de son adolescence, sa famille émigre vers la capitale péruvienne. Elle échoue dans le quartier d'El Porvenir, dans le district de La Victoria. Hugo Sotil est ce qu'on appelle un « cholo », un pauvre provincial venu survivre en banlieue de Lima.
Surnommé dans sa carrière « El Cholo », un nom qu'il revendique, il fut l'un des sportifs les plus populaires de son pays, au point de jouer en 1972 dans un film, dirigé par Bernardo Batievsky (grand admirateur du joueur) et intitulé tout simplement « Cholo »,. Après des débuts particulièrement brillants, sa carrière pâtit d'une vie nocturne dissolue et de multiples addictions.
Après sa retraite sportive, il est inculpé pour non-paiement de la pension alimentaire d'un fils illégitime avec Nancy Gross, une vedette de Lima. Sa femme l'introduit au Sūkyō Mahikari, une secte japonaise.
Après avoir pris la direction technique du Deportivo Municipal sans succès en 1999, il s'occupe des jeunes. À la fin des années 2000, il intervient sur les ondes radiophoniques, dans l'émission La Verdad del Deporte en français : « la vérité du sport » sur Radio San Borja, où il reste égal à lui-même, personnage picaresque et rebelle.

## Carrière de footballeur

### En club
Repéré pour ses talents précoces de footballeur par l'Alianza Lima, il en intègre les équipes de jeunes où il forme avec le jeune Teófilo Cubillas une attaque prometteuse. Pourtant il quitte bientôt le club et disparaît. En fait, il part travailler dans une fabrique de café et joue pour de l'argent dans des tournois de football, le week-end.
En 1968, le Deportivo Municipal, autre club de la capitale, est relégué en deuxième division péruvienne. Pour le relancer, ses dirigeants lancent une opération de repérage dans les quartiers de la ville. Sotil impressionne tellement, lors des tests, qu'il se voit offrir, le soir même, un contrat professionnel, à 19 ans. Sotil contribue largement au retour du club dans l'élite et apparaît à l'évidence comme une étoile montante du football péruvien, d'autant qu'il fait ses débuts en équipe nationale début 1970.
En 1971 le Deportivo Municipal et l'Alianza Lima s'allient pour jouer quelques matchs de gala contre des clubs européens. À cette occasion, Sotil est associé à Teófilo Cubillas. Cet épisode est resté fameux par ces succès sur des clubs renommés comme le Benfica Lisbonne ou le Bayern Munich. Ce dernier est balayé 4-1, Sotil se montrant particulièrement à son avantage malgré l'opposition de Franz Beckenbauer.
En 1973, les recruteurs du FC Barcelone, parmi lesquels l’entraîneur Rinus Michels, viennent voir un match du Deportivo Municipal contre l'Alianza, afin de superviser Cubillas. Mais Sotil est virevoltant et c'est lui que font signer les dirigeants catalans. Il forme avec Johan Cruyff un duo détonnant, qui mène le Barça à la conquête du championnat espagnol, après quatorze années d'insuccès pour le club barcelonais. Le 5-0 infligé aux rivaux du Real Madrid à Bernabéu, dont Sotil marque le dernier but d'un coup de tête victorieux, classe à part cette équipe dans l'histoire du club catalan.
Pourtant dès 1974, il connaît des problèmes de discipline et son comportement extra-sportif amoindrit ses performances[réf. nécessaire]. L'arrivée de Johan Neeskens, ami de Cruyff, l'éloigne du terrain, du fait de la limitation à deux du nombre de joueurs étrangers. La direction du club tente d'obtenir, pour lui, la double nationalité. Mais ce qui doit être une simple formalité prend un temps considérable et il ne l'obtient que le 20 août 1975. Cette longue interruption (il ne joue pas un seul match de Liga en 1974-1975) est préjudiciable au club, qui perd son titre, comme au joueur, qui mène une vie dissolue et ne retrouvera jamais le niveau qu'il avait précédemment,. Lors de la saison 1975-1976, le nouvel entraîneur Hennes Weisweiler goûte peu aux excès du joueur et le fait peu jouer. Sotil joue son dernier match pour le Barça le 4 novembre 1976 en Coupe UEFA. Il est sorti à la mi-temps, alors que son équipe est en difficulté face aux Belges de Sporting Lokeren. Son bilan sous le maillot blaugrana est de 111 matchs et 33 buts toutes compétitions confondues.

### Fin de carrière
Fin 1976, Sotil retourne au Pérou. En 1977, il rejoint Teófilo Cubillas à l'Alianza Lima, où jouent entre autres César Cueto et José Velásquez. Le duo reformé permet au club de remporter le championnat en 1977 et en 1978. Même s'il retrouve un bon niveau, il n'est plus aussi brillant que lors de ses jeunes années et devient surtout de plus en plus irrégulier, entre blessures, méforme et moments de génie. Néanmoins le club atteint les poules demi-finales de la Copa Libertadores 1978, Sotil marquant cinq buts en neuf matchs[réf. nécessaire].
En 1979, l'Alianza Lima se sépare de ses meilleurs éléments et Sotil émigre en Colombie, à l'Independiente Medellín, où il brille de plus en plus rarement. Après deux ans, au cours desquels il a inscrit huit buts en 33 matchs de championnat, il envisage d'arrêter sa carrière. En 1981, il revient finalement dans son club formateur, le Deportivo Municipal, pour lequel il joue jusqu'en 1983. En 1982, il est prêté le temps d'un match à l'Universitario de Deportes, pour jouer une rencontre de gala face au Boca Juniors de Diego Maradona.
Il renoue, brièvement, avec les terrains de football, en 1985, pour jouer avec un petit club de province, Los Espartanos. En 1986, il dispute son ultime match officiel, avec l'équipe du Deportivo Junín, alors qu'il en est l'entraîneur.

### En équipe nationale
Très populaire à Lima, Sotil est appelé au dernier moment pour un match amical contre la Bulgarie, le 24 février 1970. Rentré en cours de jeu, alors que le score est de 1-0 pour les Européens, il égalise et inscrit un triplé. Quelques mois plus tard, il est sélectionné pour la Coupe du monde 1970. Placé en attaque auprès de Cubillas, il ne marque pas mais contribue à la qualification de son équipe, grâce à ses dribbles, ses ouvertures, ses gestes techniques exceptionnels. En quart de finale, il rentre en jeu alors que les Brésiliens comptent déjà deux buts d'avance.
En octobre 1973 il est appelé au sein d'une sélection américaine qui rencontre une sélection européenne. Après un nul 4-4, où Sotil marque son but, la rencontre se termine par la victoire aux penalties des Américains.
En 1975, la direction de son club lui interdit de participer à la Copa América. La sélection se qualifie pour la finale contre la Colombie, s'incline à Bogota puis l'emporte à Lima. Un match d'appui est organisé le 28 octobre sur terrain neutre (à Caracas). Décrié dans son pays pour son absence, Sotil prend l'avion en secret pour rallier son pays à deux jours de la finale. Sur un terrain à la limite du praticable, il est titulaire et décisif, en marquant l'unique but de la rencontre. Il offre ainsi la première Copa América au Pérou, depuis 1939.
En l'absence de Cubillas, il est l'un des artisans de la qualification de sa sélection pour la Coupe du monde 1978. Revenant de blessure, il n'est que remplaçant pendant la compétition. Il entre en cours de jeu lors de quatre matchs, sans marquer. Au premier tour, sa sélection termine premier du groupe D mais échoue au deuxième tour.
Avec la sélection du Pérou, il honore 62 sélections entre février 1970 et août 1979, et inscrit 18 buts.

## Palmarès

### En club
| Deportivo Municipal - Championnat du Pérou D2 (1) : - Champion : 1968. - Meilleur buteur : 1968 (14 buts). |  | FC Barcelone - Championnat d'Espagne (1) : - Champion : 1974. - Trophée Joan Gamper (4) : - Vainqueur : 1973, 1974, 1975 et 1976. |  | Alianza Lima - Championnat du Pérou (2) : - Champion : 1977 et 1978. |

### En équipe nationale
Pérou
- Copa América (1) : 
  - Vainqueur : 1975[14].

## Statistiques

### Statistiques en club
| Saison    | Club                   | Championnat | Matchs | Buts | Continental | Matchs | Buts |
| --------- | ---------------------- | ----------- | ------ | ---- | ----------- | ------ | ---- |
| 1968      | CD Municipal           | D2          | ?      | 14   | -           | -      | -    |
| 1969      | CD Municipal           | D1          | 18     | 10   | -           | -      | -    |
| 1970      | CD Municipal           | D1          | 26     | 8    | -           | -      | -    |
| 1971      | CD Municipal           | D1          | 30     | 9    | -           | -      | -    |
| 1972      | CD Municipal           | D1          | 29     | 12   | -           | -      | -    |
| 1973-1974 | FC Barcelone           | D1          | 34     | 11   | C3          | 2      | 1    |
| 1974-1975 | FC Barcelone           | D1          | 0      | 0    | -           | -      | -    |
| 1975-1976 | FC Barcelone           | D1          | 19     | 3    | C3          | 5      | 1    |
| 1976-1977 | FC Barcelone           | D1          | 5      | 1    | C3          | 3      | 0    |
| 1977      | Alianza Lima           | D1          | 23     | 10   | -           | -      | -    |
| 1978      | Alianza Lima           | D1          | 15     | 8    | CL          | 9      | 5    |
| 1979      | Independiente Medellín | D1          | 22     | 6    | -           | -      | -    |
| 1980      | Independiente Medellín | D1          | 10     | 2    | -           | -      | -    |
| 1981      | CD Municipal           | D1          | 10     | 4    | -           | -      | -    |
| 1982      | CD Municipal           | D1          | 10     | 3    | -           | -      | -    |
| 1985      | Los Espartanos         | D1          | 8      | 2    | -           | -      | -    |
| 1986      | Deportivo Junín        | D1          | 1      | 0    | -           | -      | -    |

### Buts en sélection
| Buts en sélection de Hugo Sotil | Buts en sélection de Hugo Sotil | Buts en sélection de Hugo Sotil           | Buts en sélection de Hugo Sotil | Buts en sélection de Hugo Sotil | Buts en sélection de Hugo Sotil | Buts en sélection de Hugo Sotil |
|                                 | Date                            | Lieu                                      | Adversaire                      | Score                           | Résultat                        | Compétition                     |
| ------------------------------- | ------------------------------- | ----------------------------------------- | ------------------------------- | ------------------------------- | ------------------------------- | ------------------------------- |
| 1.                              | 7 février 1970                  | Lima (Pérou)                              | Tchécoslovaquie                 | 1-0                             | 2-1                             | Match amical                    |
| 2.                              | 21 février 1970                 | Estadio Nacional, Lima (Pérou)            | Bulgarie                        | 1-0                             | 1-3                             | Match amical                    |
| 3.                              | 24 février 1970                 | Estadio Nacional, Lima (Pérou)            | Bulgarie                        | 1-1                             | 5-3                             | Match amical                    |
| 4.                              | 24 février 1970                 | Estadio Nacional, Lima (Pérou)            | Bulgarie                        | 4-3                             | 5-3                             | Match amical                    |
| 5.                              | 24 février 1970                 | Estadio Nacional, Lima (Pérou)            | Bulgarie                        | 5-3                             | 5-3                             | Match amical                    |
| 6.                              | 22 avril 1970                   | Lima (Pérou)                              | Salvador                        | 2-0                             | 3-0                             | Match amical                    |
| 7.                              | 11 février 1971                 | Estadio Nacional, Lima (Pérou)            | Corée du Sud                    | 4-0                             | 4-0                             | Match amical                    |
| 8.                              | 11 août 1971                    | Estadio Nacional, Lima (Pérou)            | Chili                           | 1-0                             | 1-0                             | Match amical                    |
| 9.                              | 11 juin 1972                    | Estádio Belford Duarte, Curitiba (Brésil) | Bolivie                         | 3-0                             | 3-0                             | Coupe de l'Indépendance         |
| 10.                             | 4 mars 1973                     | Lima (Pérou)                              | Guatemala                       | 4-0                             | 5-1                             | Match amical                    |
| 11.                             | 24 mars 1973                    | Lima (Pérou)                              | Bolivie                         | 2-0                             | 2-0                             | Match amical                    |
| 12.                             | 28 mars 1973                    | Lima (Pérou)                              | Paraguay                        | 1-0                             | 1-0                             | Match amical                    |
| 13.                             | 29 avril 1973                   | Estadio Nacional, Lima (Pérou)            | Chili                           | 1-0                             | 2-0                             | Qualif. CM 1974                 |
| 14.                             | 29 avril 1973                   | Estadio Nacional, Lima (Pérou)            | Chili                           | 2-0                             | 2-0                             | Qualif. CM 1974                 |
| 15.                             | 28 octobre 1975                 | Estadio Olímpico, Caracas (Venezuela)     | Colombie                        | 1-0                             | 1-0                             | Copa América 1975               |
| 16.                             | 9 février 1977                  | Lima (Pérou)                              | Hongrie                         | 3-1                             | 3-2                             | Match amical                    |
| 17.                             | 26 mars 1977                    | Estadio Nacional, Lima (Pérou)            | Chili                           | 1-0                             | 2-0                             | Qualif. CM 1978                 |
| 18.                             | 26 mai 1977                     | Port-au-Prince (Haïti)                    | Haïti                           | 0-1                             | 1-2                             | Match amical                    |